# Ruzyně
Ruzyně est un quartier pragois situé dans l'ouest de la capitale tchèque, appartenant à l'arrondissement de Prague 6, d'une superficie de 1 503,6 hectares est un quartier de Prague. En 2018, la population était de 7 645 habitants.
La ville est devenue une partie de Prague en 1960.